# Constantin (fils de Théophile)
Pour les articles homonymes, voir Constantin.
Constantin (en grec moderne : Κωνσταντῖνος ; 831/834 - c. 835) est un prince et un coempereur de l'Empire byzantin mort en bas âge.

## Biographie
Constantin est le fils aîné de l'empereur Théophile et de Théodora. Il a cinq sœurs : Thekla, Anna, Anastasia, Pulcheria et Maria. Comme Théophile succède à Michel II le 2 octobre 829, Constantin devient héritier du trône et est couronné co-empereur, il apparaît comme tel sur les pièces de monnaie de son père, bien qu'adressé comme despotes (toujours pas un titre formel, mais un titre honorifique interchangeable avec basileus). Il meurt peu après, encore dans sa petite enfance.
Il y a peu de clarté quant aux dates de sa naissance, de son couronnement et de sa mort. Selon la Prosopographie der mittelbyzantinischen Zeit, il est né à la fin des années 820 et est décédé avant 831, mais ses parents se sont rencontrés pour la première fois en mai 830 et se sont mariés le mois suivant, suggérant une date de naissance de 831 au plus tôt,. Certains auteurs donnent sa date de naissance à 834, en supposant qu'il a été couronné immédiatement après sa naissance,. En tout cas, un seul empereur est mentionné dans le De ceremoniis pour 831 ; Constantin manque également sur les pièces frappées en 831/32 et 832/33, bien que cela puisse signifier qu'il n'a été élevé au rang de co-empereur qu'en 833. Il doit être mort en 836, car cette année-là, Théophile est enregistré comme étant sans héritier mâle (le frère cadet de Constantin, Michel III, serait né en 840), une situation que Théophile a tenté de rectifier en mariant sa petite fille Maria au général Alexios Mosele, qui peu de temps avant cela (peut-être dès 831) avait été promu césar,.

### Sources anciennes
- Constantin VII Porphyrogénète, De Ceremoniis II, 42.
- Théophane Continuat III, 4 et 18.

### Sources modernes
- Lynda Garland, Byzantine Empresses: Women and Power in Byzantium AD 527–1204, Routledge, 1999 (ISBN 0-415-14688-7, lire en ligne)
- Philip Grierson, Catalogue of the Byzantine Coins, vol. III, Dumbarton Oaks Papers, 1973, 406–452 p. (ISBN 9780884020455, lire en ligne)
- J.R Martindale, « Konstantinos 259 », sur Prosopography of the Byzantine Empire, 2001 (ISBN 978-1-897747-32-2)
- (en) Warren Treadgold, The Byzantine Revival, 780–842, Stanford, Californie, Stanford University Press, 1988, 283–287 p. (ISBN 978-0-8047-1462-4, lire en ligne)
- Warren Treadgold, « The Problem of the Marriage of the Emperor Theophilus », Greek, Roman, and Byzantine Studies, vol. 16,‎ 1975, p. 325–341 (lire en ligne)